# Chinthila
Chinthila ou Chintila (en gotique 𐌺𐌹𐌽𐌸𐌹𐌻𐌰/Kinþila, en espagnol Chintila) est un roi wisigoth d'Hispanie et de Septimanie de 636 à 639. Nous savons très peu sur ce règne, fort court, du fait de la rareté des chroniques. Presque toutes nos connaissances viennent des actes du Ve et du VIe conciles de Tolède, deux conciles qui renforcèrent le pouvoir royal et l'influence de l'Église au sein de la monarchie hispano-wisigothique.

## Biographie
Son prédécesseur, le roi Sisenand, avait laissé une monarchie instable. Chinthila fut nommé roi par la noblesse et les évêques en mars ou avril 636. La cérémonie et l'élection se firent suivant une coutume établie depuis des temps anciens et conformément au canon nº 75 du IVe concile de Tolède. En juin de la même année, Chinthila convoqua le Ve concile de Tolède, où les usurpateurs furent systématiquement menacés de peines sévères ainsi que ceux qui attenteraient contre le roi. De plus, il jeta l'anathème contre tous ceux qui ne respecteraient pas la transmission héréditaire du royaume aux enfants du roi ou à sa famille. Quelques auteurs en déduisent que dès le commencement de son règne, Chinthila devait se sentir menacé.
Deux ans plus tard, en juin 638, il convoqua le VIe concile de Tolède. Beaucoup de sujets firent l'objet de lois, entre autres il fut établi que la personne choisie comme roi serait d'origine noble et en aucun cas prise parmi les tonsurés, les personnes d'origine servile ou les étrangers. Des peines canoniques furent édictées pour punir les conjurations contre la couronne et il fut convenu que les propriétés acquises justement et légalement par le roi ne pourraient pas être confisquées par son successeur sur le trône. On promulgua également une loi par laquelle on interdisait aux non-catholiques de résider à l'intérieur des frontières du royaume. Pour cette raison, il y eut beaucoup de conversions forcées chez les Juifs.
Cette obsession continuelle des usurpations, et les mentions à l'occasion de règnes postérieurs de certains rebelles de l'époque de Chinthila, établissent presque sûrement que des rébellions eurent lieu pendant son règne.
Pendant son règne, la féodalisation connaît un vif essor, surtout dans la moitié nord de la péninsule Ibérique, et notamment dans la meseta, où l'implantation wisigothique est la plus forte.
Chinthila mourut de causes naturelles le 20 décembre 639 et fut remplacé par Tulga, son jeune fils, qu'il avait désigné comme successeur. Selon la chronique des rois wisigoths (Chronica regum Wisigotthorum), Chinthila régna 3 ans, 9 mois et 11 jours.